# Tical
Az 1994-es Tical Method Man első nagylemeze. Ez volt az első Wu-Tang szólólemez az együttes debütálása, az Enter the Wu-Tang (36 Chambers) után. Hasonlóan az első generációs Wu-Tang szólóprojektekhez, a Ticalnak is RZA volt a producere, aki sötét, zord, homályos hangzást adott az albumnak.
A Tical kereskedelmi siker volt, a Billboard 200-on a 4. helyig jutott, míg a Top R&B/Hip Hop Albums listán az első helyre került. 1995. január 18-án megkapta az arany minősítést a RIAA-tól, július 13-án már platinalemez. A sikert két kislemeznek, a Bring the Pain-nek és a Release Yo' Delf-nek is köszönheti. Az albumot azóta több kritikus klasszikus hiphopalbumnak nevezte. Szerepel az 1001 lemez, amit hallanod kell, mielőtt meghalsz című könyvben.

## Az album dalai
|     | Cím                                                                               | Producer          | Hossz |
| --- | --------------------------------------------------------------------------------- | ----------------- | ----- |
| 1.  | Tical                                                                             | RZA               | 3:56  |
| 2.  | Biscuits                                                                          | RZA               | 2:49  |
| 3.  | Bring the Pain (közreműködik Booster)                                             | RZA               | 3:09  |
| 4.  | All I Need (közr. Streetlife)                                                     | RZA               | 3:16  |
| 5.  | What the Blood Clot                                                               | RZA               | 3:24  |
| 6.  | Meth vs. Chef (közr. Raekwon)                                                     | RZA               | 3:36  |
| 7.  | Sub Crazy                                                                         | RZA, 4th Disciple | 2:15  |
| 8.  | Release Yo' Delf (közr. Blue Rasberry)                                            | RZA               | 4:15  |
| 9.  | P.L.O. Style (közr. Carlton Fisk)                                                 | RZA, Method Man   | 2:36  |
| 10. | I Get My Thang in Action                                                          | RZA               | 3:45  |
| 11. | Mr. Sandman (közr. RZA, Inspectah Deck, Streetlife, Carlton Fisk, Blue Raspberry) | RZA               | 3:37  |
| 12. | Stimulation (Blue Rasberry)                                                       | RZA               | 3:46  |
| 13. | Method Man (remix)                                                                | RZA               | 3:16  |
| 14. | All I Need (remix–csak az európai kiadáson; közr. Mary J. Blige)                  | RZA               | 5:07  |

## Közreműködők
- Method Man – előadó, producer, hangmérnök
- RZA – producer, előadó, executive producer, hangmérnök
- Streetlife – előadó
- Raekwon – előadó
- Inspectah Deck – előadó
- Carlton Fisk – előadó
- Blue Raspberry – ének
- Booster Vocals – vokál
- 4th Disciple – producer
- David Sealy – hangmérnök, hangmérnökasszisztens, keverés, keverőasszisztens
- J. Nicholas – hangmérnök, hangmérnökasszisztens, keverőasszisztens
- Rich Keller – hangmérnök, keverés, keverőasszisztens
- John Wydrycs – hangmérnök, keverés
- Ken 'Duro' Ifill – hangmérnök, hangmérnökasszisztens
- Jack Hersca – hangmérnök
- Ethan Royman – hangmérnök
- Kevin Thomas – hangmérnök
- Tony Dawsey – mastering
- Shawn Kilmurray – produkciós koordinátor
- Chicu Modu – fényképek
- Drawing Board – design

## Fordítás
Ez a szócikk részben vagy egészben a Tical (album) című angol Wikipédia-szócikk ezen változatának fordításán alapul.  Az eredeti cikk szerkesztőit annak laptörténete sorolja fel. Ez a jelzés csupán a megfogalmazás eredetét és a szerzői jogokat jelzi, nem szolgál a cikkben szereplő információk forrásmegjelöléseként.